# Comune

Bản đồ phân chia đơn vị hành chính ở Ý:
- Vùng (biên đen)
- Tỉnh (biên xám)
- Các comune (biên trắng)

Thành phố thủ đô Roma (Roma Capitale) màu đỏ tương đương với một comune, đóng vai trò là tỉnh lỵ của Thành phố đô thị Roma Thủ đô (Città Metropolitana di Roma Capitale) - 1 đơn vị hành chính tương đương cấp tỉnh. Ngoài tỉnh lỵ (màu đỏ) ra thì bên trong tỉnh này còn có nhiều comune khác (màu vàng) phân chia qua các đường biên màu đen trên hình.

Tại Ý, comune (phát âm tiếng Ý: [koˈmu.ne], số nhiều: comuni) là đơn vị hành chính cơ bản, và tương đương với đơn vị hành chính cấp "huyện" tại Việt Nam, nhưng về mặt ngữ nghĩa có thể gần đúng với nghĩa "thị xã" trong tiếng Việt.
Trong số 7.904 huyện hành chính comune của Ý, thủ đô Roma là comune lớn nhất về diện tích và dân số, và là một đô thị cấp huyện loại đặc biệt (comune speciale) có tên đầy đủ là Comune di Roma Capitale (nghĩa là "huyện Roma Thủ đô"). Các thành phố (città) lớn nổi tiếng khác tại Ý, như Milano, Napoli, Venezia, Firenze, Torino... cho tới những thị trấn thị xã nhỏ như Corleone, Legnano, Volterra... đều là các ví dụ cho đơn vị hành chính comune.
Đơn vị hành chính trên comune là tỉnh, trong tiếng Ý là provincia. Ví dụ thành phố thủ đô Roma là một comune nằm trong một đơn vị hành chính cấp tỉnh (provincia) có tên gọi là Thành phố đô thị Roma Thủ đô (Città metropolitana di Roma Capitale) và đồng thời là tỉnh lỵ của tỉnh này, tên cũ là Tỉnh Roma (Provincia di Roma). Ngoài thủ đô Roma, Thành phố đô thị Roma Thủ đô (tức Tỉnh Roma cũ) còn bao gồm nhiều đơn vị huyện comune khác. Trong số 107 tỉnh của Ý, có 15 tỉnh chính thức trở thành Thành phố đô thị (Città metropolitana) - tương đương với cấp tỉnh.